# Catherine Bamugemereire
Catherine Bamugemereire là một luật sư và thẩm phán người Uganda, kể từ năm 2015, đã từng là Chánh án của Tòa phúc thẩm Uganda, mà cũng là Tòa án Hiến pháp của Uganda.

## Bối cảnh và giáo dục
Bà sinh ra ở Bubulo, khi đó ở quận Mbale, nhưng hôm nay là quận Manafwa, vào những năm 1970. Bà theo học trường trung học Nabumali để học trung học. Bà có bằng Cử nhân Luật, được trao tặng vào năm 1992 bởi Đại học Makerere, ở Kampala, thủ đô và lớn nhất trong quận. Bà cũng có bằng Cao đẳng về Thực hành Pháp lý, do Trung tâm Phát triển Luật, cũng trao cho bà tại Kampala. Bà lấy bằng Thạc sĩ Luật về Luật So sánh và Luật quốc tế từ Đại học Methodist miền Nam, tại Dallas, Texas, Hoa Kỳ, vào năm 2003.

## Nghề nghiệp
Bamugemereire đầu tiên làm việc vào năm 1993, với tư cách là một luật sư của Bộ Tư pháp và Hiến pháp Uganda, có trụ sở tại thị trấn Arua, huyện Arua, thuộc tiểu vùng Tây sông Nile. Sau đó, bà được bổ nhiệm làm Thẩm phán hạng một. Bà đã vượt qua các cấp bậc để xếp hạng Chánh án "Tòa án hình sự cổ áo trắng ở Uganda vào những năm 1990".
Năm 2001, bà rời khỏi ghế Thẩm phán và trở thành cố vấn pháp lý cho Shell Mexico LPG tại Mexico City. Sau đó, bà học bằng thạc sĩ tại Hoa Kỳ. Năm 2003, bà chuyển đến Vương quốc Anh và làm Phó Giảng viên tại Đại học Surrey, trong bảy năm.
Vào năm 2010, Tư pháp Uganda đã bổ nhiệm bà làm Thẩm phán tại Tòa án Tối cao, làm việc trong Phòng chống Tham nhũng và Gia đình của Tòa án. Bà thực hiện các nhiệm vụ dân sự và hình sự tại Uganda. Bà là một chuyên gia về tham nhũng, và đã nói rộng rãi và viết rộng rãi về chủ đề này. Vào năm 2015, bà được bổ nhiệm vào Tòa phúc thẩm / Tòa án Hiến pháp của Uganda, nơi bà vẫn phục vụ cho đến nay, kể từ tháng 11 năm 2017.